# باشگاه فوتبال استقلال تهران در فصل ۰۴–۱۴۰۳
فصل ۰۴–۱۴۰۳ بیست‌وچهارمین فصل حضور تیم استقلال تهران در لیگ برتر ایران است. آبی‌پوشان علاوه‌بر حضور در مسابقات لیگ برتر ۰۴–۱۴۰۳ در رقابت‌های جام حذفی فوتبال ایران ۰۴–۱۴۰۳ و لیگ قهرمانان نخبگان آسیا ۲۵–۲۰۲۴ نیز شرکت داشت.
از این فصل باشگاه استقلال تهران با توجه به عملکرد ضعیف در لیگ به عنوان یکی از بدترین فصل های تاریخ دیرینه این باشگاه یاد میشود که عوامل زیادی از جمله ضعف مدیریتی باعث این اتفاقات بود، استقلال در لیگ نتیجه غیرقابل قبولی با نظر هوادران استقلال کسب کرد اما در لیگ قهرمانان نسبت به باقی تیم های ایرانی نتیجه معمولی کسب کرد و همچنین توانست قهرمان جام حذفی فوتبال ایران ۰۴–۱۴۰۳ شود.
در این فصل، نیمکت تیم استقلال روزهای پرنوسانی را پشت سر گذاشت. این باشگاه در هفت مقطع مختلف، شش سرمربی را تجربه کرد که سه نفر از آن‌ها به‌صورت موقت هدایت تیم را بر عهده داشتند. جواد نکونام، پیتسو موسیمانه و میودراگ بژوویچ سرمربیان اصلی استقلال بودند، در حالی که سهراب بختیاری‌زاده، محمد نوازی و مجتبی جباری به‌عنوان سرمربیان موقت روی نیمکت این تیم نشستند و این بی‌ثباتی روی نیمکت یکی دیگر از عوامل اصلی نتایج ضعیف استقلال در این فصل بود.

## مرور فصل

### خرداد
کمیته انضباطی به دلیل صحبت‌های کادر فنی استقلال بعد از بازی هفته آخر لیگ فصل قبل ۵ میلیارد تومان جریمه کرد. این کمیته همچنین روبه چشمی و سید حسین حسینی را به‌دلیل مصاحبه بعد از بازی نساجی نفری ۲۵۰ میلون تومان و باشگاه استقلال به‌دلیل عدم نظارت بر رفتار بازیکنان ۵۰۰ میلیون تومان جریمه کرد.

### مهر
پس از شکست ۲ بر صفر استقلال مقابل السد، جواد نکونام استعفا داد. ابتدا سهراب بختیاری‌زاده جانشین موقت وی معرفی شد و پس از چند هفته، در نهایت و پس از شکست خانگی استقلال تحت هدایت بختیاری‌زاده در برابر ذوب‌آهن پیتسو موسیمانه جانشین وی شد.

### آبان
استقلال با هدایت موسیمانه درحالی‌که اثرات حضور نکونام روی نیمکت تیم استقلال اثرگذار بود؛ در مقابل تیم خیبر با نتیجه سه بر یک بازی را واگذار کرد و در ادامه با دو گل مغلوب تراکتور صدرنشین شد.

## اعضای باشگاه

### مقامات باشگاه

#### ابتدای فصل
| سمت                      | نام                                                 |
| ------------------------ | --------------------------------------------------- |
| مدیرعامل                 | فرشید سمیعی                                         |
| اعضای هیئت مدیره         | احمد شهریاری مصطفی کارخانه مهدی افضلی مهدی حیدرزاده |
| معاون بین‌الملل           | حامد افضلی                                          |
| مشاور و دستیار مدیرعامل  | داوود حق دوست                                       |
| مدیر روابط عمومی و رسانه | پژمان ماندگاری                                      |
| رئیس آکادمی فوتبال       | محمد حسین ضیایی                                     |

#### ادامه فصل
| سمت                      | نام                                                   |
| ------------------------ | ----------------------------------------------------- |
| مدیرعامل                 | علی نظری جویباری                                      |
| اعضای هیئت مدیره         | علی تاجرنیا محمودرضا بابایی مجتبی فریدونی فریده شجاعی |
| معاون حقوقی              | مجتبی طباطبایی                                        |
| معاون بین‌الملل           | حامد افضلی                                            |
| مشاور ورزشی              | کلارنس سیدورف                                         |
| رئیس آکادمی فوتبال       | علیرضا اسدی                                           |
| مدیر روابط عمومی و رسانه | پژمان ماندگاری                                        |
| سخنگوی باشگاه            | ساعده سیما                                            |

### کادر فنی
سرمربی باشگاه فوتبال استقلال تهران تا پایان فصل
| پست              | نام                  |
| ---------------- | -------------------- |
| سرمربی موقت      | مجتبی جباری          |
| مربی             | هادی شکوری           |
| مربی             | جلال چراغپور         |
| بدنساز           | سالار امینی          |
| آنالیزور         | حمید عبدالوند        |
| آنالیزور         | علی بنی شیخ الاسلامی |
| فیزیوتراپ        | محمود باقری          |
| مربی دروازه‌بان‌ها | محمدامین صنایعی      |
| سرپرست           | ایمان عالمی          |
| مدیر رسانه       | پژمان ماندگاری       |

## بازیکنان
تا تاریخ ۹ بهمن ۱۴۰۳
بازیکنان تحت قرارداد
| ‎دروازه‌بان |                       |                     |            |                                                                           |
| ش.        | م.                    | نام                 | تیم قبلی   | توضیحات                                                                   |
| ۱         | ایران                 | سید حسین حسینی      | آکادمی     | کاپیتان                                                                   |
| ۱۲        | ایران                 | محمدرضا خالدآبادی   | هوادار     | زیر ۲۵ سال                                                                |
| ۵۰        | ایران                 | امیرحسین نیک‌پور     | گل‌گهر      | زیر ۲۳ سال                                                                |
| ‎مدافع     |                       |                     |            |                                                                           |
| ۲         | ایران                 | محمدحسین مرادمند    | ملوان      |                                                                           |
| ۴۴        | ایران                 | آرمین سهرابیان      | نساجی      |                                                                           |
| ۶         | ایران                 | ایمان سلیمی         | مس رفسنجان |                                                                           |
| ۱۰        | ایران                 | رامین رضاییان       | سپاهان     |                                                                           |
| ۲۷        | ایران                 | صالح حردانی         | سپاهان     |                                                                           |
| ۳۳        | ایران                 | ابوالفضل جلالی      | سایپا      |                                                                           |
| ۵۵        | برزیل                 | رافائل سیلوا        | الفیصلی    |                                                                           |
| ‎هافبک     |                       |                     |            |                                                                           |
| ۴         | ایران                 | روزبه چشمی          | ام‌صلال     | کاپیتان دوم                                                               |
| ۱۴        | ایران                 | زبیر نیک‌نفس         | فولاد      |                                                                           |
| ۱۵        | ایران                 | ابوالفضل زمانی      | پیکان      | زیر ۲۱ سال                                                                |
| ۲۰        | ایران                 | علیرضا کوشکی        | گل‌گهر      |                                                                           |
| ۲۱        | جمهوری دموکراتیک کنگو | گائل کاکوتا         | آمیان      | در نیم فصل در لیست مازاد قرار گرفت و از استقلال جدا شد.                   |
| ۲۲        | گابن                  | دیدیه اندونگ        | الریاض     |                                                                           |
| ۷۲        | ایران                 | ابوالفضل ذلیخایی    | آکادمی     |                                                                           |
| ۷۷        | ازبکستان              | جلال‌الدین ماشاریپوف | پانسرایکوش |                                                                           |
| ۸۰        | ایران                 | محمدحسین اسلامی     | ذوب آهن    |                                                                           |
| ۸۷        | ایران                 | مهران احمدی         | خیبر       |                                                                           |
| ۸۸        | ایران                 | آرش رضاوند          | سایپا      |                                                                           |
| ۹۹        | ایران                 | امیرعلی صادقی       | سایپا      | زیر ۲۵ سال                                                                |
| ‎مهاجم     |                       |                     |            |                                                                           |
| ۷         | ایران                 | مهرداد محمدی        | السیلیه    | به دلیل مصدومیت در بازی اول آبان تا نیمه‌نهایی جام حذفی به مسابقات بازگشت. |
| ۹         | ایران                 | محمدرضا آزادی       | العروبه    |                                                                           |
| ۱۱        | قرقیزستان             | جوئل کوجو           | دینامو     |                                                                           |
| ۲۳        | ایران                 | آرمان رمضانی        | پرسپولیس   | در نیم فصل در لیست مازاد قرار گرفت و از استقلال جدا شد.                   |
| ۱۹        | آرژانتین              | گوستاوو بلانکو      | ایبار      | در نیم فصل در لیست مازاد قرار گرفت و از استقلال جدا شد.                   |
| ۹۱        | کنیا                  | مسعود جمعه          | الجبلین    |                                                                           |

### بازیکنان قرض داده شده
| شماره |       | نقش         | بازیکن                                      |
| ----- | ----- | ----------- | ------------------------------------------- |
|       |       |             |                                             |
| ۱۶    | ایران | هافبک       | عباس شرفی نیروی زمینی خدمت سربازی           |
| ۳۰    | ایران | هافبک       | سامان تورانیان ملوان بندر انزلی خدمت سربازی |
| ۳     | ایران | مدافع میانی | سامان فلاح ملوان بندر انزلی                 |

### نقل و انتقالات تابستانی
سازمان لیگ طی حکمی زمان نقل انتقالات تابستان را به تیم‌های حاضر در لیگ برتر را اعلام کرد بر اساس این حکم تیم‌ها از ۷ تیر ۱۴۰۳ آغاز و ۲۸ شهریور ۱۴۰۳ می‌توانند اقدام به ثبت قرارداد بازیکن جدید تیم خود کنند.

### ورودی‌ها

#### ورودی تابستانی
| ش.    | پ.        | نام.            | سن. | از تیم.        | مدت قرارداد. | نوع انتقال. | مبلغ.        | تاریخ.         | منبع               |
| ----- | --------- | --------------- | --- | -------------- | ------------ | ----------- | ------------ | -------------- | ------------------ |
| ورودی |           |                 |     |                |              |             |              |                |                    |
| ۸۰    | مهاجم     | محمدحسین اسلامی | ۲۳  | ذوب‌آهن         | ۲ فصل        | دائمی       | رایگان       | ۱۲ تیر ۱۴۰۳    | [ ۵ ]              |
| ۱۸    | مدافع     | میلاد زکی پور   | ۲۹  | سپاهان         | ۲ فصل        | دائمی       | رایگان       | ۱۴ تیر ۱۴۰۳    | [ ۶ ]              |
| ۱۰    | مدافع     | رامین رضاییان   | ۳۴  | سپاهان         | ۲ فصل        | دائمی       | رایگان       | ۲۴ تیر ۱۴۰۳    | [ ۷ ]              |
| ۳     | مدافع     | سامان فلاح      | ۲۳  | گل‌گهر          | ۳ فصل        | دائمی       | ۴۷ میلیارد   | ۲۷ تیر ۱۴۰۳    | [ ۸ ] [ ۹ ] [ ۱۰ ] |
| ۲۰    | هافبک     | علیرضا کوشکی    | ۲۴  | گل‌گهر          | ۲ فصل        | دائمی       | رایگان       | ۳۰ تیر ۱۴۰۳    | [ ۱۱ ] [ ۱۲ ]      |
| ۱۷    | وینگر     | آلمدین زیلیکیچ  | ۲۸  | سارایوو        | ۲ فصل        | دائمی       | رایگان       | ۲ مرداد ۱۴۰۳   | [ ۱۳ ]             |
| -     | دروازه‌بان | ودران کیوسفسکی  | ۲۹  | استروگا        | ۲ فصل        | دائمی       | رایگان       | ۲ مرداد ۱۴۰۳   | [ ۱۴ ]             |
| ۲۱    | هافبک     | گائل کاکوتا     | ۳۳  | آمیان          | ۱ فصل        | دائمی       | رایگان       | ۱۹ مرداد ۱۴۰۳  | [ ۱۵ ]             |
| ۱۷    | دروازه‌بان | امیرحسین نیک‌پور | ۲۲  | گل‌گهر          | ۳ فصل        | دائمی       | رایگان       | ۱۹ مرداد ۱۴۰۳  | [ ۱۶ ] [ ۱۷ ]      |
| ۲۲    | هافبک     | دیدیه اندونگ    | ۳۰  | الریاض         | ۱ فصل        | دائمی       | رایگان       | ۲۰ مرداد ۱۴۰۳  | [ ۱۸ ]             |
| ۱۶    | هافبک     | عباس شرفی       | ۲۱  | گل‌گهر          | ۳ فصل        | دائمی       | رایگان       | ۲۰ مرداد ۱۴۰۳  | [ ۱۹ ] [ ۲۰ ]      |
| ۹۰    | مهاجم     | امیرمحمد مردمی  | ۱۸  | آکادمی کیا     | ۵ فصل        | دائمی       | رایگان       | ۲۰ مرداد ۱۴۰۳  | [ ۲۱ ]             |
| ۷۰    | هافبک     | مهدی بهرامینژاد | ۱۸  | دوستی مهر      | ۵ فصل        | دائمی       | رایگان       | ۲۰ مرداد ۱۴۰۳  | [ ۲۲ ]             |
| ۶۶    | هافبک     | ضرغام سعداوی    | ۱۸  | فولاد          | ۴ فصل        | دائمی       | رایگان       | ۲۴ مرداد ۱۴۰۳  | [ ۲۳ ]             |
| ۱۵    | هافبک     | ابوالفضل زمانی  | ۱۸  | پیکان          | ۳ فصل        | دائمی       | ۳۰ هزار دلار | ۲۹ شهریور ۱۴۰۳ | [ ۲۴ ]             |
| ۱۹    | وینگر     | مجتبی هاشمی نسب | ۱۸  | آکادمی استقلال | نامشخص       | دائمی       | رایگان       | ۲۰ آبان ۱۴۰۳   | [ ۲۵ ]             |

#### ورودی حین فصل
در زمان خارج از وقت های پنجره های نقل و انتقالاتی باشگاه ها امکان خرید بازیکن آزاد را دارند.
| ش.    | پ.    | نام.       | سن. | از تیم. | مدت قرارداد. | نوع انتقال. | مبلغ.  | تاریخ.      | منبع   |
| ----- | ----- | ---------- | --- | ------- | ------------ | ----------- | ------ | ----------- | ------ |
| ورودی |       |            |     |         |              |             |        |             |        |
| ۹۱    | مهاجم | مسعود جمعه | ۲۸  | الجبلین | نیم فصل      | دائمی       | رایگان | ۱۸ آذر ۱۴۰۳ | [ ۲۶ ] |

#### ورودی زمستانی
| ش.    | پ.    | نام.             | سن. | از تیم.     | مدت قرارداد. | نوع انتقال. | مبلغ.            | تاریخ.      | منبع          |
| ----- | ----- | ---------------- | --- | ----------- | ------------ | ----------- | ---------------- | ----------- | ------------- |
| ورودی |       |                  |     |             |              |             |                  |             |               |
| ۱۱    | مهاجم | جوئل کوجو        | ۲۶  | دینامو      | ۳ ونیم فصل   | دائمی       | ۲۹۲ هزار دلار    | ۲۱ دی ۱۴۰۳  | [ ۲۷ ]        |
| ۹     | مهاجم | محمدرضا آزادی    | ۲۵  | العروبه     | ۲ ونیم فصل   | دائمی       | ۲۴۰ هزار دلار    | ۱ بهمن ۱۴۰۳ | [ ۲۸ ] [ ۲۹ ] |
| ۲۷    | مدافع | صالح حردانی      | ۲۶  | سپاهان      | ۱ ونیم فصل   | دائمی       | رایگان           | ۷ بهمن ۱۴۰۳ | [ ۳۰ ] [ ۳۱ ] |
| ۷۲    | مدافع | ابوالفضل ذلیخایی | ۱۸  | بازیکن آزاد | ۵ فصل        | دائمی       | رایگان           | ۷ بهمن ۱۴۰۳ | [ ۳۲ ]        |
| ۸۷    | هافبک | مهران احمدی      | ۲۷  | خیبر        | ۲ ونیم فصل   | دائمی       | ۲۰ میلیارد تومان | ۸ بهمن ۱۴۰۳ | [ ۳۳ ] [ ۳۴ ] |
| ۴۴    | مدافع | آرمین سهرابیان   | ۲۹  | نساجی       | ۱ ونیم فصل   | دائمی       | ۷۹ هزار دلار     | ۹ بهمن ۱۴۰۳ | [ ۳۵ ] [ ۳۶ ] |

### خروجی‌ها

#### خروجی‌های تابستان
| ش.    | پ.        | نام             | سن | به تیم     | نوع انتقال    | مبلغ   | تاریخ          | منبع          |
| ----- | --------- | --------------- | -- | ---------- | ------------- | ------ | -------------- | ------------- |
| خروجی |           |                 |    |            |               |        |                |               |
| ۳۴    | دفاع راست | میلاد فخرالدینی | ۳۴ | شمس آذر    | دائمی         | رایگان | ۴ مرداد ۱۴۰۳   | [ ۳۷ ] [ ۳۸ ] |
| ۲     | دفاع راست | صالح حردانی     | ۲۵ | سپاهان     | دائمی         | رایگان | ۲۶ تیر ۱۴۰۳    | [ ۳۹ ]        |
| ۱۰    | مهاجم     | پیمان بابایی    | ۲۹ | گل‌گهر      | دائمی         | رایگان | ۲۶ تیر ۱۴۰۳    | [ ۴۰ ]        |
| ۲۶    | هافبک     | امید حامدی‌فر    | ۲۳ | گل‌گهر      | دائمی         | رایگان | ۱۶ مرداد ۱۴۰۳  | [ ۴۱ ]        |
| ۱۷    | دفاع چپ   | جعفر سلمانی     | ۲۷ | ملوان      | دائمی         | رایگان | ۱۶ مرداد ۱۴۰۳  | [ ۴۲ ]        |
| ۳۰    | دفاع راست | سامان تورانیان  | ۲۲ | ملوان      | قرضی (سربازی) | رایگان | ۷ شهریور ۱۴۰۳  | [ ۴۳ ]        |
| ۱۸    | وینگر     | رضا میرزایی     | ۲۸ | ملوان      | دائمی         | رایگان | ۲۲ مرداد ۱۴۰۳  | [ ۴۴ ]        |
| ۸۰    | هافبک     | محمدحسین زواری  | ۲۳ | هوادار     | دائمی         | رایگان | ۷ مرداد ۱۴۰۳   | [ ۴۵ ]        |
| -     | دروازه‌بان | ودران کیوسفسکی  | ۲۹ | استروگا    | دائمی         | رایگان | ۵ شهریور ۱۴۰۳  | [ ۴۶ ] [ ۴۷ ] |
| ۲۲    | دروازه‌بان | محمدجواد کیا    | ۲۳ | هوادار     | دائمی         | رایگان | ۱۱ شهریور ۱۴۰۳ | [ ۴۸ ]        |
| ۱۷    | وینگر     | آلمدین زیلیکیچ  | ۲۸ | نووی پازار | دائمی         | رایگان | ۲۴ شهریور ۱۴۰۳ | [ ۴۹ ] [ ۵۰ ] |
| -     | هافبک     | منتظر محمد      | ۲۳ | نساجی      | دائمی         | رایگان | ۲۷ شهریور ۱۴۰۳ | [ ۵۱ ]        |
| ۱۱    | وینگر     | کوین یامگا      | ۲۸ | نساجی      | دائمی         | رایگان | ۲۸ شهریور ۱۴۰۳ | [ ۵۲ ]        |
| ۹۰    | دروازه‌بان | سینا سعیدی‌فر    | ۲۳ | نیکا پارس  | دائمی         | رایگان | ۱۵ مهر ۱۴۰۳    | [ ۵۳ ]        |
| ۵     | مدافع     | آرمین سهرابیان  | ۲۹ | نساجی      | دائمی         | رایگان | ۱۸ مهر ۱۴۰۳    | [ ۵۴ ] [ ۵۴ ] |
| ۹     | هافبک     | مهدی مهدی‌پور    | ۳۰ | نساجی      | دائمی         | رایگان | ۳۰ دی ۱۴۰۳     | [ ۵۵ ]        |

#### خروجی های زمستان
| ش.    | پ.    | نام            | سن | به تیم      | نوع انتقال | مبلغ   | تاریخ        | منبع          |
| ----- | ----- | -------------- | -- | ----------- | ---------- | ------ | ------------ | ------------- |
| خروجی |       |                |    |             |            |        |              |               |
| ۱۹    | مهاجم | گوستاوو بلانکو | ۳۳ | فولاد       | دائمی      | رایگان | ۵ بهمن ۱۴۰۳  | [ ۵۶ ] [ ۵۷ ] |
| ۲۳    | مهاجم | آرمان رمضانی   | ۳۳ | ذوب‌آهن      | دائمی      | رایگان | ۵ بهمن ۱۴۰۳  | [ ۵۸ ]        |
| ۳     | مدافع | سامان فلاح     | ۲۴ | ملوان       | قرضی       | رایگان | ۵ بهمن ۱۴۰۳  | [ ۵۹ ]        |
| ۱۸    | مدافع | میلاد زکی‌پور   | ۲۹ | سپاهان      | دائمی      | رایگان | ۷ بهمن ۱۴۰۳  | [ ۶۰ ]        |
| ۱۶    | هافبک | عباس شرفی      | ۲۲ | نیروی زمینی | قرضی       | رایگان | ۱۴ بهمن ۱۴۰۳ | [ ۶۱ ]        |
| ۲۱    | هافبک | گائل کاکوتا    | ۳۴ | ساکاری      | دائمی      | رایگان | ۲۹ بهمن ۱۴۰۳ | [ ۶۲ ]        |

### تمدید ها
| ش.    | پ.    | نام              | سن | مدت تمدید | پایان قرارداد | تاریخ          | منبع          |
| ----- | ----- | ---------------- | -- | --------- | ------------- | -------------- | ------------- |
| تمدید |       |                  |    |           |               |                |               |
| ۳۳    | مدافع | ابوالفضل جلالی   | ۲۶ | ۲ فصل     | ۱۴۰۵          | ۱۱ تیر ۱۴۰۳    | [ ۶۳ ] [ ۶۴ ] |
| ۴۴    | مدافع | آرمین سهرابیان   | ۲۸ | ۲ فصل     | ۱۴۰۵          | ۱۱ تیر ۱۴۰۳    | [ ۶۵ ]        |
| ۴     | هافبک | روزبه چشمی       | ۳۱ | ۱ فصل     | ۱۴۰۴          | ۲۲ تیر ۱۴۰۳    | [ ۶۶ ]        |
| ۷     | مهاجم | مهرداد محمدی     | ۳۰ | ۱ فصل     | ۱۴۰۴          | ۲۳ تیر ۱۴۰۳    | [ ۶۷ ]        |
| ۱۴    | هافبک | زبیر نیک‌نفس      | ۳۱ | ۱ فصل     | ۱۴۰۴          | ۱ مرداد ۱۴۰۳   | [ ۶۸ ]        |
| ۸۸    | هافبک | آرش رضاوند       | ۳۰ | ۱ فصل     | ۱۴۰۴          | ۴ مرداد ۱۴۰۳   | [ ۶۹ ]        |
| ۲۳    | مهاجم | آرمان رمضانی     | ۳۲ | ۲ فصل     | ۱۴۰۵          | ۶ مرداد ۱۴۰۳   | [ ۷۰ ]        |
| ۲     | مدافع | محمدحسین مرادمند | ۳۱ | ۱ فصل     | ۱۴۰۴          | ۲۱ شهریور ۱۴۰۳ | [ ۷۱ ]        |
| ۹۹    | هافبک | امیرعلی صادقی    | ۲۳ | ۲ فصل     | ۱۴۰۵          | ۲۹ شهریور ۱۴۰۳ | [ ۷۲ ]        |

## پیش‌فصل و بازی‌های دوستانه
برد       مساوی       باخت       بازی‌ها
| ۱۹ تیر ۱۴۰۳ دوستانه ۱ | استقلال                                                     | ۵–۰           | صالحین | تهران                   |
| ۱۷:۴۵ DST (UTC+۴:۳۰)  | ماشاریپوف ۳۴' · رضاوند ۵۰' · سهرابیان ۵۱' · بلانکو ۵۵'، ۶۵' | مهر خبر ورزشی |        | ورزشگاه: کمپ ناصر حجازی |

| ۹ مرداد ۱۴۰۳ دوستانه ۲ | استانبول‌اسپور | ۱–۱ | استقلال       | ارزروم        |
| ۱۷:۴۵ DST (UTC+۴:۳۰)   | اوزر ۷۷'      |     | ماشاریپوف ۵۳' | ورزشگاه: [[]] |

| ۱۲ مرداد ۱۴۰۳ دوستانه ۳ | استقلال                    | ۳–۲ | العروبه     | ارزروم        |
| ۱۷:۴۵ DST (UTC+۴:۳۰)    | رضاوند · زیلیکیچ · رضاییان |     | فهد الزیبدی | ورزشگاه: [[]] |

| ۱۸ مرداد ۱۴۰۳ دوستانه ۴ | استقلال | ۱–۰ | گل‌گهر | تهران            |
| ۱۷:۴۵ DST (UTC+۴:۳۰)    | چشمی ۳' |     |       | ورزشگاه: دستگردی |

| ۱۹ مرداد ۱۴۰۳ دوستانه ۵ | استقلال                   | ۳–۰ | آرمان آفرینان |  |
| ۱۷:۴۵ DST (UTC+۴:۳۰)    | محمدی ۴۰' · یامگا · سلیمی |     |               |  |

| ۱۵ شهریور ۱۴۰۳ دوستانه ۶ | استقلال        | ۲–۰ | شهرداری بندرعباس | تهران                       |
| ۱۷:۴۵ DST (UTC+۴:۳۰)     | محمدی · اسلامی |     |                  | ورزشگاه: زمین شماره ۲ آزادی |

| ۱۹ شهریور ۱۴۰۳ دوستانه ۷ | استقلال | ۱–۰ | گل‌گهر | تهران                       |
| ۱۷:۴۵ DST (UTC+۴:۳۰)     | رمضانی  |     |       | ورزشگاه: زمین شماره ۲ آزادی |

| ۲۱ مهر ۱۴۰۳ دوستانه ۸ | استقلال                  | ۳–۰ | چادرملو | تهران                       |
| ۱۷:۴۵ DST (UTC+۴:۳۰)  | رضاییان · رمضانی · صادقی |     |         | ورزشگاه: زمین شماره ۲ آزادی |

| ۲۴ دی ۱۴۰۳ دوستانه ۹ | استقلال | ۰–۲ | خیبر                     | کیش           |
| ۱۷:۴۵ DST (UTC+۴:۳۰) |         |     | حسینی ۵۶' · طباطبایی ۶۷' | ورزشگاه: [[]] |

## رقابت‌ها

### لیگ برتر
برد       مساوی       باخت       بازی‌ها
| ۲۶ مرداد ۱۴۰۳ لیگ برتر- هفته ۱ | شمس‌آذر    | ۱–۲   | استقلال                   | قزوین                                                     |
| ۱۹:۳۰ DST (UTC+۳:۳۰)           | نسایی '۸۹ | گزارش | رمضانی ۵۵' · اسلامی ۳+۹۰' | ورزشگاه: سردار آزادگان تماشاگران: ۱۰٬۰۰۰ داور: پیام حیدری |

| ۲ شهریور ۱۴۰۳ لیگ برتر-هفته ۲ | استقلال         | ۲–۲   | ملوان                  | قزوین                                                      |
| ۱۹:۳۰ DST (UTC+۳:۳۰)          | رضاییان '۳۲ '۸۳ | گزارش | غندی‌پور ۷' · جعفری ۶۳' | ورزشگاه: سردار آزادگان تماشاگران: ۱۲٬۰۰۰ داور: کوپال ناظمی |

| ۸ شهریور ۱۴۰۳ لیگ برتر-هفته ۳ | استقلال خوزستان | ۱–۰   | استقلال | خوزستان                                                       |
| ۲۰:۳۰DST (UTC+۳:۳۰)           | بیفوما ۸۰'      | گزارش |         | ورزشگاه: فولاد آرنا تماشاگران: ۲۰٬۰۰۰ داور: محمدحسین زاهدی‌فرد |

| ۱۹ آبان ۱۴۰۳ لیگ برتر-هفته ۴ | استقلال   | ۱–۰   | مس رفسنجان | شهر قدس، تهران                                                  |
| ۱۸:۳۰ DST (UTC+۳:۳۰)         | زمانی ۱۰' | گزارش |            | ورزشگاه: شهدای شهر قدس تماشاگران: ۵٬۰۰۰ داور: محمدحسین زاهدی‌فرد |

| ۳۰ شهریور ۱۴۰۳ لیگ برتر-هفته ۵ | نساجی                   | ۲–۲   | استقلال                 | قائمشهر                                              |
| ۱۷:۱۵ DST (UTC+۳:۳۰)           | یامگا '۱+۴۵ · پاکدل ۷۳' | گزارش | رضاییان '۶۳ · جلالی ۷۵' | ورزشگاه: شهید وطنی تماشاگران: ۱۵٬۰۰۰ داور: علی صفایی |

| ۴ مهر ۱۴۰۳ لیگ برتر-هفته ۶ | استقلال | ۰–۱   | پرسپولیس           | اراک                                                   |
| ۱۹:۰۰ DST (UTC+۳:۳۰)       |         | گزارش | کنعانی‌زادگان '۳+۹۰ | ورزشگاه: امام خمینی تماشاگران: ۱۵٬۰۰۰ داور: بیژن حیدری |

| ۱۴ مهر ۱۴۰۳ لیگ برتر-هفته ۷ | هوادار       | ۱–۲   | استقلال                 | شهر قدس، تهران                                              |
| ۲۰:۰۰ DST (UTC+۳:۳۰)        | گودرزی '۵+۹۰ | گزارش | سیلوا ۱۷' · محمدی ۱+۴۵' | ورزشگاه: شهدای شهر قدس تماشاگران: ۵٬۰۰۰ داور: سید رضا مهدوی |

| ۲۷ مهر ۱۴۰۳ لیگ برتر-هفته ۸ | استقلال | ۰–۳   | ذوب‌آهن                      | شهر قدس، تهران                                              |
| ۱۸:۳۰ DST (UTC+۳:۳۰)        |         | گزارش | علیاری ۵۶'، ۸۷' · لطیفی ۷۰' | ورزشگاه: شهدای شهر قدس تماشاگران: ۵٬۰۰۰ داور: امیر عرب‌براقی |

| ۵ آبان ۱۴۰۳ لیگ برتر-هفته ۹ | خیبر                                    | ۳–۱   | استقلال     | خرم‌آباد                                             |
| ۱۶:۴۵ DST (UTC+۳:۳۰)        | قنبری ۱۰' · محبی ۵۹' · سفید چغایی ۴+۹۰' | گزارش | رضاییان ۵۵' | ورزشگاه: لر آرنا تماشاگران: ۲۰٬۰۰۰ داور: وحید کاظمی |

| ۱۰ آبان ۱۴۰۳ لیگ برتر-هفته ۱۰ | استقلال | ۰–۲   | تراکتور               | شهر قدس، تهران                                            |
| ۱۷:۴۵ DST (UTC+۳:۳۰)          |         | گزارش | آقاسی ۵۶' · آشوری ۸۷' | ورزشگاه: شهدای شهر قدس تماشاگران: ۱۰٬۰۰۰ داور: بیژن حیدری |

| ۱۷ آذر ۱۴۰۳ لیگ برتر-هفته ۱۱ | فولاد | ۰–۲   | استقلال              | اهواز                                                 |
| ۱۹:۰۰ DST (UTC+۳:۳۰)         |       | گزارش | سیلوا ۳' · صادقی ۲۱' | ورزشگاه: فولاد آرنا تماشاگران: ۲۵٬۰۰۰ داور: حسن اکرمی |

| ۲۶ آذر ۱۴۰۳ لیگ برتر-هفته ۱۲ | استقلال | ۰–۰   | گل‌گهر | شهر قدس، تهران                              |
| ۱۷:۳۰ DST (UTC+۳:۳۰)         |         | گزارش |       | ورزشگاه: شهدای شهر قدس داور: موعود بنیادی‌فر |

| ۳۰ آذر ۱۴۰۳ لیگ برتر-هفته ۱۳ | آلومینیوم   | ۱–۱   | استقلال         | اراک                                              |
| ۱۶:۳۰ DST (UTC+۳:۳۰)         | کاظمیان ۶۳' | گزارش | ماشاریپوف '۳+۴۵ | ورزشگاه: خمینی تماشاگران: ۵٬۰۰۰ داور: کوپال ناظمی |

| ۶ دی ۱۴۰۳ لیگ برتر-هفته ۱۴ | چادرملو | ۰–۰   | استقلال | یزد                             |
| ۱۷:۳۰ DST (UTC+۳:۳۰)       |         | گزارش |         | ورزشگاه: نصیری داور: احمد محمدی |

| ۱۳ دی ۱۴۰۳ لیگ برتر-هفته ۱۵ | استقلال  | ۱–۱   | سپاهان     | شهر قدس، تهران                          |
| ۱۸:۰۰ DST (UTC+۳:۳۰)        | جمعه ۲۲' | گزارش | لیموچی ۷۳' | ورزشگاه: شهدای شهر قدس داور: بیژن حیدری |

| ۱ بهمن ۱۴۰۳ لیگ برتر- هفته ۱۶ | استقلال | ۰–۱   | شمس‌آذر    | تهران                                               |
| ۱۵:۳۰ DST (UTC+۳:۳۰)          |         | گزارش | شبانی ۶۴' | ورزشگاه: آزادی تماشاگران: ۸٬۰۰۰ داور: سید رضا مهدوی |

| ۶ بهمن ۱۴۰۳ لیگ برتر- هفته ۱۷ | ملوان | ۰–۰   | استقلال | انزلی                                   |
| ۱۵:۴۵ DST (UTC+۳:۳۰)          |       | گزارش |         | ورزشگاه: سیروس قایقران داور: پیام حیدری |

| ۱۱ بهمن ۱۴۰۳ لیگ برتر- هفته ۱۸ | استقلال           | ۲–۰   | استقلال خوزستان | شهر قدس، تهران                          |
| ۱۷:۰۰ DST (UTC+۳:۳۰)           | رضاییان '۷۲ '۲+۹۰ | گزارش |                 | ورزشگاه: شهدای شهر قدس داور: احمد محمدی |

| ۱۹ بهمن ۱۴۰۳ لیگ برتر- هفته ۱۹ | مس رفسنجان | ۰–۰   | استقلال | رفسنجان                                                      |
| ۱۶:۴۵ DST (UTC+۳:۳۰)           |            | گزارش |         | ورزشگاه: شهدای صنعت مس تماشاگران: ۵٬۰۰۰ داور: مرتضی منصوریان |

| ۴ اسفند ۱۴۰۳ لیگ برتر- هفته ۲۰ | استقلال   | ۱–۰   | نساجی | تهران                                               |
| ۱۸:۳۰ DST (UTC+۳:۳۰)           | کوشکی ۵۶' | گزارش |       | ورزشگاه: آزادی تماشاگران: ۵٬۰۰۰ داور: سید رضا مهدوی |

| ۹ اسفند ۱۴۰۳ لیگ برتر- هفته ۲۱ | پرسپولیس                        | ۲–۱   | استقلال   | تهران                           |
| ۱۷:۱۵ DST (UTC+۳:۳۰)           | کنعانی‌زادگان '۴+۴۵ · علیپور ۷۱' | گزارش | کوشکی ۵۵' | ورزشگاه: آزادی داور: پیام حیدری |

| ۱ اردیبهشت ۱۴۰۴ لیگ برتر- هفته ۲۲ | استقلال                | ۲–۲   | هوادار                 | تهران                                             |
| ۱۸:۰۰ DST (UTC+۳:۳۰)              | رضاییان ۴' · رحمتی '۵۱ | گزارش | شجاعیان ۶' · صادقی ۲۸' | ورزشگاه: آزادی تماشاگران: ۶٬۰۰۰ داور: کوپال ناظمی |

| ۲۶ اسفند ۱۴۰۳ لیگ برتر- هفته ۲۳ | ذوب‌آهن     | ۱–۱   | استقلال     | اصفهان                             |
| ۱۹:۰۰ DST (UTC+۳:۳۰)            | آذرباد ۴۷' | گزارش | رضاییان ۸۴' | ورزشگاه: فولادشهر داور: حسین زیاری |

| ۹ فروردین ۱۴۰۴ لیگ برتر- هفته ۲۴ | استقلال  | ۱–۱   | خیبر       | تهران                           |
| ۱۹:۱۵ DST (UTC+۳:۳۰)             | آزادی ۳' | گزارش | امامعلی ۶' | ورزشگاه: آزادی داور: احمد محمدی |

| ۱۵ فروردین ۱۴۰۴ لیگ برتر- هفته ۲۵ | تراکتور           | ۲–۱   | استقلال      | تبریز                                                       |
| ۱۸:۲۵ DST (UTC+۳:۳۰)              | حسین‌زاده ۲۳'، ۳۷' | گزارش | خلیل‌زاده '۱۲ | ورزشگاه: یادگار امام تماشاگران: ۹۰٬۰۰۰ داور: موعود بنیادی‌فر |

| ۲۱ فروردین ۱۴۰۴ لیگ برتر- هفته ۲۶ | استقلال | ۰–۱   | فولاد         | تهران                           |
| ۱۸:۰۰ DST (UTC+۳:۳۰)              |         | گزارش | سرآبادانی ۸۱' | ورزشگاه: آزادی داور: بیژن حیدری |

| ۲۷ فروردین ۱۴۰۴ لیگ برتر- هفته ۲۷ | گل‌گهر    | ۱–۱   | استقلال       | سیرجان                                                         |
| ۱۸:۰۰ DST (UTC+۳:۳۰)              | آزادی '۹ | گزارش | رضاییان '۲+۹۰ | ورزشگاه: شهید سلیمانی سیرجان تماشاگران: ۵٬۰۰۰ داور: وحید کاظمی |

| ۱۲ اردیبهشت ۱۴۰۴ لیگ برتر- هفته ۲۸ | استقلال                                               | ۵–۱   | آلومینیوم | تهران                                               |
| ۱۸:۱۵ DST (UTC+۳:۳۰)               | رضاییان '۳۱ · اسلامی ۵۳' · جمعه ۵۷' · کوجو ۸۱'، ۴+۹۰' | گزارش | بزرگ ۷۸'  | ورزشگاه: آزادی تماشاگران: ۵٬۰۰۰ داور: امیر عرب‌براقی |

| ۱۸ اردیبهشت ۱۴۰۴ لیگ برتر- هفته ۲۹ | استقلال | ۰–۰   | چادرملو | تهران                            |
| ۱۹:۳۰ DST (UTC+۳:۳۰)               |         | گزارش |         | ورزشگاه: آزادی داور: فرهاد امینی |

| ۲۵ اردیبهشت ۱۴۰۴ لیگ برتر- هفته ۳۰ | سپاهان                            | ۳–۱   | استقلال    | اصفهان                                 |
| ۱۸:۰۰ DST (UTC+۳:۳۰)               | رضایی ۳۶' · محبی ۷۶' · بن یدر ۸۸' | گزارش | اسلامی ۱۰' | ورزشگاه: نقش جهان داور: موعود بنیادی‌فر |

#### خلاصه نتایج
| مجموع | مجموع  | مجموع | مجموع | مجموع | مجموع | مجموع | مجموع | خانه | خانه | خانه | خانه | خانه | خانه | مهمان | مهمان | مهمان | مهمان | مهمان | مهمان |
| بازی  | امتیاز | پ     | ت     | ش     | گ‌ز    | گ‌خ    | ت‌گ    | پ    | ت    | ش    | گ‌ز   | گ‌خ   | ت‌گ   | پ     | ت     | ش     | گ‌ز    | گ‌خ    | ت‌گ    |
| ----- | ------ | ----- | ----- | ----- | ----- | ----- | ----- | ---- | ---- | ---- | ---- | ---- | ---- | ----- | ----- | ----- | ----- | ----- | ----- |
| ۳۰    | ۳۴     | ۷     | ۱۳    | ۱۰    | ۳۰    | ۳۳    | −۳    | ۴    | ۶    | ۵    | ۱۵   | ۱۵   | ۰    | ۳     | ۷     | ۵     | ۱۵    | ۱۸    | −۳    |

منبع: Ipl Stats

پ = پیروزی؛ ت = تساوی؛ ش = شکست؛ گ‌ز = گل زده؛ گ‌خ = گل خورده؛ ت‌گ = تفاضل گل

### روند هفته به هفته
| هفته  | ۱ | ۲ | ۳ | ۴  | ۵ | ۶  | ۷ | ۸  | ۹  | ۱۰ | ۱۱ | ۱۲ | ۱۳ | ۱۴ | ۱۵ | ۱۶ | ۱۷ | ۱۸ | ۱۹ | ۲۰ | ۲۱ | ۲۲ | ۲۳ | ۲۴ | ۲۵ | ۲۶ | ۲۷ | ۲۸ | ۲۹ | ۳۰ |
| ----- | - | - | - | -- | - | -- | - | -- | -- | -- | -- | -- | -- | -- | -- | -- | -- | -- | -- | -- | -- | -- | -- | -- | -- | -- | -- | -- | -- | -- |
| زمین  | م | خ | م | خ  | م | خ  | م | خ  | م  | خ  | م  | خ  | م  | م  | خ  | خ  | م  | خ  | م  | خ  | م  | خ  | م  | خ  | م  | خ  | م  | خ  | خ  | م  |
| نتیجه | پ | ت | ش | پ  | ت | ش  | پ | ش  | ش  | ش  | پ  | ت  | ت  | ت  | ت  | ش  | ت  | پ  | ت  | پ  | ش  | ت  | ت  | ت  | ش  | ش  | ت  | پ  | ت  | ش  |
| وضعیت | ۳ | ۳ | ۶ | ۱۰ | ۹ | ۱۱ | ۸ | ۱۱ | ۱۲ | ۱۰ | ۸  | ۸  | ۹  | ۱۰ | ۱۰ | ۱۱ | ۱۱ | ۹  | ۹  | ۷  | ۹  | ۱۰ | ۹  | ۹  | ۱۲ | ۱۲ | ۱۱ | ۸  | ۸  | ۹  |

آخرین بروزرسانی: ۲۵ اردیبهشت ۱۴۰۴.
منبع: IPLstats worldfootball

زمین: م = مهمان، خ = خانه. نتیجه: ت = تساوی، ش = شکست، پ = پیروزی.

- بازیها براساس ترتیب برگزاری مرتب شده است.

#### نتایج کلی
پیروزی       تساوی       باخت
| تیم مقابل       | بازی خانگی | بازی بیرون از خانه | مجموع | درصد امتیازگیری | امتیاز کسب شده |
| --------------- | ---------- | ------------------ | ----- | --------------- | -------------- |
| شمس‌آذر          | ۰–۱        | ۱–۲                | ۲–۲   | ۵۰٪             | ۳              |
| ملوان           | ۲–۲        | ۰–۰                | ۲–۲   | ۳۳٪             | ۲              |
| استقلال خوزستان | ۲–۰        | ۰–۱                | ۲–۱   | ۵۰٪             | ۳              |
| مس رفسنجان      | ۱–۰        | ۰–۰                | ۱–۰   | ۶۷٪             | ۴              |
| نساجی           | ۱–۰        | ۲–۲                | ۳–۲   | ۶۷٪             | ۴              |
| پرسپولیس        | ۰–۱        | ۱–۲                | ۱–۳   | ۰٪              | ۰              |
| هوادار          | ۲–۲        | ۱–۲                | ۴–۳   | ۶۷٪             | ۴              |
| ذوب‌آهن          | ۰–۳        | ۱–۱                | ۱–۴   | ۱۷٪             | ۱              |
| خیبر            | ۱–۱        | ۱–۳                | ۲–۴   | ۱۷٪             | ۱              |
| تراکتور         | ۰–۲        | ۱–۲                | ۱–۴   | ۰٪              | ۰              |
| فولاد           | ۰–۱        | ۰–۲                | ۲–۱   | ۵۰٪             | ۳              |
| گل‌گهر           | ۰–۰        | ۱–۱                | ۱–۱   | ۳۳٪             | ۲              |
| آلومینیوم       | ۵–۱        | ۱–۱                | ۶–۲   | ۶۷٪             | ۴              |
| چادرملو         | ۰–۰        | ۰–۰                | ۰–۰   | ۳۳٪             | ۲              |
| سپاهان          | ۱–۱        | ۱–۳                | ۲–۴   | ۱۷٪             | ۱              |

- جدول بالا براساس ترتیب انجام بازیهای لیگ برتر مرتب شده است.

### جام حذفی
برد       مساوی       باخت       بازی‌ها
| ۲۲ آذر ۱۴۰۳ جام حذفی- دور یک‌شانزدهم نهایی | استقلال    | ۱–۰   | مس کرمان | شهر قدس، تهران                                                      |
| ۱۶:۱۵ DST (UTC+۳:۳۰)                      | بلانکو ۴۹' | گزارش |          | ورزشگاه: شهدای شهر قدس تماشاگران: بدون تماشاگر داور: مرتضی منصوریان |

| ۲۵ بهمن ۱۴۰۳ جام حذفی- دور یک‌هشتم نهایی | شمس‌آذر         | ۱–۲ (و.ا.) | استقلال                 | قزوین                                                    |
| ۱۷:۱۵ DST (UTC+۳:۳۰)                    | زنده روح ۴+۹۰' | گزارش      | آزادی ۲۷' · رضاییان ۹۵' | ورزشگاه: سردار آزادگان تماشاگران: ۳٬۰۰۰ داور: وحید کاظمی |

| ۶ اردیبهشت ۱۴۰۴ جام حذفی- دور یک‌چهارم نهایی | استقلال     | ۱–۰   | پیکان | تهران                                                |
| ۱۸:۰۰ DST (UTC+۳:۳۰)                        | رضاییان '۷۴ | گزارش |       | ورزشگاه: آزادی تماشاگران: ۲۰٬۰۰۰ داور: سید رضا مهدوی |

### لیگ نخبگان آسیا

#### مرحله گروهی (منطقه غرب)
عدم صعود به مرحله حذفی       صعود به مرحله حذفی
| رتبه | تیم      | بازی | برد | مساوی | باخت | گل زده | گل خورده | گل تفاضل | امتیاز | صلاحیت             |
| ---- | -------- | ---- | --- | ----- | ---- | ------ | -------- | -------- | ------ | ------------------ |
| ۱    | الهلال   | ۸    | ۷   | ۱     | ۰    | ۲۶     | ۷        | ۱۹+      | ۲۲     | صعود به مرحله حذفی |
| ۲    | الاهلی   | ۸    | ۷   | ۱     | ۰    | ۲۱     | ۸        | ۱۳+      | ۲۲     | صعود به مرحله حذفی |
| ۳    | النصر    | ۸    | ۵   | ۲     | ۱    | ۱۷     | ۶        | ۱۱+      | ۱۷     | صعود به مرحله حذفی |
| ۴    | السد     | ۸    | ۳   | ۳     | ۲    | ۱۰     | ۹        | ۱+       | ۱۲     | صعود به مرحله حذفی |
| ۵    | الوصل    | ۸    | ۳   | ۲     | ۳    | ۸      | ۱۲       | ۴−       | ۱۱     | صعود به مرحله حذفی |
| ۶    | استقلال  | ۸    | ۲   | ۳     | ۳    | ۸      | ۹        | ۱−       | ۹      | صعود به مرحله حذفی |
| ۷    | الریان   | ۸    | ۲   | ۲     | ۴    | ۸      | ۱۲       | ۴−       | ۸      | صعود به مرحله حذفی |
| ۸    | پاختاکور | ۸    | ۱   | ۴     | ۳    | ۴      | ۶        | ۲−       | ۷      | صعود به مرحله حذفی |
| ۹    | پرسپولیس | ۸    | ۱   | ۴     | ۳    | ۶      | ۱۰       | ۴−       | ۷      |                    |
| ۱۰   | الغرافه  | ۸    | ۲   | ۱     | ۵    | ۱۰     | ۱۸       | ۸−       | ۷      |                    |
| ۱۱   | الشرطه   | ۸    | ۱   | ۳     | ۴    | ۷      | ۱۷       | ۱۰−      | ۶      |                    |
| ۱۲   | العین    | ۸    | ۰   | ۲     | ۶    | ۱۱     | ۲۲       | ۱۱−      | ۲      |                    |

##### بازی‌های دور گروهی
برد       مساوی       باخت
| ۲۶ شهریور ۱۴۰۳ لیگ نخبگان آسیا-هفته ۱ | استقلال                                   | ۳–۰   | الغرافه | شهر قدس                                                     |
| ۲۱:۳۰ DST (UTC+۳:۳۰)                  | عبداله یوسف '۴ · رضاییان ۷۹' · رضاوند ۸۸' | گزارش |         | ورزشگاه: شهدای شهر قدس تماشاگران: ۸٬۵۷۲ داور: ما نینگ (چین) |

| ۹ مهر ۱۴۰۳ لیگ نخبگان آسیا-هفته ۲ | السد                 | ۲–۰   | استقلال | دوحه                                                                   |
| ۱۹:۳۰ DST (UTC+۳:۳۰)              | حسینی '۴۰ · عفیف '۶۸ | گزارش |         | ورزشگاه: جاسم بن حمد تماشاگران: ۶٬۵۹۹ داور: کیم جونگ-هیئوک (کره جنوبی) |

| ۱ آبان ۱۴۰۳ لیگ نخبگان آسیا-هفته ۳ | استقلال | ۰–۱   | النصر      | دبی                                                              |
| ۱۹:۳۰ DST (UTC+۳:۳۰) |         | گزارش | لاپورت ۸۱' | ورزشگاه: ورزشگاه الراشد تماشاگران: ۷٬۶۰۰ داور: ادهم مخادمه اردن) |
| یادداشت: استقلال بازی خانگی خود در برابر النصر عربستان را در ورزشگاه راشد دبی برگزار کرد. این موضوع در پی درگیری ۲۰۲۴ ایران و اسرائیل رخ داد. |         |       |            |                                                                  |

| ۱۴ آبان ۱۴۰۳ لیگ نخبگان آسیا-هفته ۴ | الهلال                 | ۳–۰   | استقلال | ریاض                                                                   |
| ۲۱:۳۰ DST (UTC+۳:۳۰)                | میتروویچ ۱۵'، ۳۳'، ۷۴' | گزارش |         | ورزشگاه: المملکه آرنا تماشاگران: ۱۷٬۸۴۰ داور: کو هیونگ جین (کره جنوبی) |

| ۵ آذر ۱۴۰۳ لیگ نخبگان آسیا-هفته ۵ | استقلال | ۰–۰   | پخته‌کار | دبی                                                               |
| ۱۹:۳۰ DST (UTC+۳:۳۰)              |         | گزارش |         | ورزشگاه: ورزشگاه الراشد تماشاگران: ۱٬۲۰۸ داور: قاسم الحاتمی عمان) |

| ۱۲ آذر ۱۴۰۳ لیگ نخبگان آسیا-هفته ۶ | الاهلی         | ۲–۲   | استقلال                | مکه                                                               |
| ۱۹:۳۰ DST (UTC+۳:۳۰)               | تونی '۸+۴۵ '۸۶ | گزارش | سیلوا ۴۲' · اسلامی ۵۱' | ورزشگاه: ورزشگاه ملک عبدالله تماشاگران: ۱۶٬۰۹۹ داور: ما نینگ(چین) |

| ۱۵ بهمن ۱۴۰۳ لیگ نخبگان آسیا-هفته ۷ | استقلال | ۱–۱   | الشرطه   | تهران                                                      |
| ۱۹:۳۰ DST (UTC+۳:۳۰)                | کوجو ۴' | گزارش | امین ۴۹' | ورزشگاه: آزادی تماشاگران: ۵۴٬۸۷۳ داور: یوسوکه آراکی (ژاپن) |

| ۳۰ بهمن ۱۴۰۳ لیگ نخبگان آسیا-هفته ۸ | الریان | ۰–۲   | استقلال               | الریان                                                                  |
| ۱۹:۳۰ DST (UTC+۳:۳۰)                |        | گزارش | آزادی ۴۶' · کوشکی ۶۹' | ورزشگاه: احمد بن علی تماشاگران: ۳٬۷۱۲ داور: سعدالله گلمرادی (تاجیکستان) |

##### بازی های دور حذفی
| ۱۳ اسفند ۱۴۰۳ لیگ نخبگان آسیا-یک‌هشتم نهایی | استقلال | ۰–۰   | النصر | تهران                                                    |
| ۱۹:۳۰ DST (UTC+۳:۳۰)                       |         | گزارش |       | ورزشگاه: آزادی تماشاگران: ۷۵٬۱۳۰ داور: احمد الکاف (عمان) |

| ۲۰ اسفند ۱۴۰۳ لیگ نخبگان آسیا-یک‌هشتم نهایی | النصر                       | ۳–۰   | استقلال | ریاض                                                                         |
| ۲۱:۳۰ DST (UTC+۳:۳۰)                       | دوران ۹'، ۸۴' · رونالدو '۲۷ | گزارش |         | ورزشگاه: دانشگاه ملک مسعود تماشاگران: ۲۳٬۲۵۶ داور: ایلگیز تانتاشف (ازبکستان) |

## آمار

### گلزنان
| رتبه                   | ش.       | ملیت      | پست          | نام بازیکن          | لیگ برتر | جام حذفی | نخبگان آسیا | مجموع |
| ---------------------- | -------- | --------- | ------------ | ------------------- | -------- | -------- | ----------- | ----- |
| ۱                      | ۱۰       | ایران     | مدافع، هافبک | رامین رضاییان       | ۱۰       | ۲        | ۱           | ۱۳    |
| ۲                      | ۸۰       | ایران     | هافبک        | محمدحسین اسلامی     | ۳        |          | ۱           | ۴     |
| ۲                      | ۲۰       | ایران     | هافبک        | علیرضا کوشکی        | ۲        | ۱        | ۱           | ۴     |
| ۳                      | ۵۵       | برزیل     | مدافع        | رافائل سیلوا        | ۲        |          | ۱           | ۳     |
| ۳                      | ۱۱       | قرقیزستان | مهاجم        | جوئل کوجو           | ۲        |          | ۱           | ۳     |
| ۳                      | ۹۱       | کنیا      | مهاجم        | مسعود جمعه          | ۲        | ۱        |             | ۳     |
| ۳                      | ۹        | ایران     | مهاجم        | محمدرضا آزادی       | ۱        | ۱        | ۱           | ۳     |
| ۴                      | ۲۳       | ایران     | مهاجم        | آرمان رمضانی        | ۱        |          |             | ۱     |
| ۴                      | ۳۳       | ایران     | مدافع        | ابوالفضل جلالی      | ۱        |          |             | ۱     |
| ۴                      | ۷        | ایران     | هافبک        | مهرداد محمدی        | ۱        |          |             | ۱     |
| ۴                      | ۱۵       | ایران     | مدافع، هافبک | ابوالفضل زمانی      | ۱        |          |             | ۱     |
| ۴                      | ۹۹       | ایران     | هافبک        | امیرعلی صادقی       | ۱        |          |             | ۱     |
| ۴                      | ۷۷       | ازبکستان  | هافبک        | جلال‌الدین ماشاریپوف | ۱        |          |             | ۱     |
| ۴                      | ۸۸       | ایران     | هافبک        | آرش رضاوند          |          |          | ۱           | ۱     |
| ۴                      | ۱۹       | آرژانتین  | مهاجم        | گوستاوو بلانکو      |          | ۱        |             | ۱     |
| ۴                      | ۴        | ایران     | مدافع، هافبک | روزبه چشمی          |          | ۱        |             | ۱     |
| گل‌به‌خودی               | گل‌به‌خودی | گل‌به‌خودی  | گل‌به‌خودی     | گل‌به‌خودی            | ۲        |          | ۱           | ۳     |
| مجموع                  | مجموع    | مجموع     | مجموع        | مجموع               | ۳۰       | ۷        | ۸           | ۴۵    |
| بروزرسانی ۸ خرداد ۱۴۰۴ |          |           |              |                     |          |          |             |       |

### پاسورها
| رتبه                    | ش.    | ملیت                  | پست          | نام بازیکن          | لیگ برتر | جام حذفی | نخبگان آسیا | مجموع |
| ----------------------- | ----- | --------------------- | ------------ | ------------------- | -------- | -------- | ----------- | ----- |
| ۱                       | ۱۰    | ایران                 | مدافع، هافبک | رامین رضاییان       | ۴        | ۱        |             | ۵     |
| ۲                       | ۷۷    | ازبکستان              | هافبک        | جلال‌الدین ماشاریپوف | ۳        | ۱        |             | ۴     |
| ۲                       | ۳۳    | ایران                 | مدافع        | ابوالفضل جلالی      | ۲        |          | ۲           | ۴     |
| ۳                       | ۸۸    | ایران                 | هافبک        | آرش رضاوند          | ۲        |          |             | ۲     |
| ۳                       | ۲۰    | ایران                 | هافبک        | علیرضا کوشکی        | ۱        |          | ۱           | ۲     |
| ۳                       | ۸۰    | ایران                 | هافبک        | محمدحسین اسلامی     | ۱        | ۱        |             | ۲     |
| ۴                       | ۲۱    | جمهوری دموکراتیک کنگو | هافبک        | گائل کاکوتا         | ۱        |          |             | ۱     |
| ۴                       | ۱۸    | ایران                 | مدافع        | میلاد زکی‌پور        | ۱        |          |             | ۱     |
| ۴                       | ۸۷    | ایران                 | هافبک        | مهران احمدی         | ۱        |          |             | ۱     |
| ۴                       | ۱     | ایران                 | دروازه‌بان    | سید حسین حسینی      | ۱        |          |             | ۱     |
| ۴                       | ۲۷    | ایران                 | مدافع        | صالح حردانی         | ۱        |          |             | ۱     |
| ۴                       | ۴     | ایران                 | مدافع، هافبک | روزبه چشمی          | ۱        |          |             | ۱     |
| ۴                       | ۵۵    | برزیل                 | مدافع        | رافائل سیلوا        | ۱        |          |             | ۱     |
| ۴                       | ۷     | ایران                 | هافبک        | مهرداد محمدی        |          |          | ۱           | ۱     |
| ۴                       | ۲     | ایران                 | مدافع        | محمدحسین مرادمند    |          |          | ۱           | ۱     |
| ۴                       | ۱۴    | ایران                 | هافبک        | زبیر نیک‌نفس         |          | ۱        |             | ۱     |
| ۴                       | ۲۲    | گابن                  | هافبک        | دیدیه اندونگ        |          | ۱        |             | ۱     |
| مجموع                   | مجموع | مجموع                 | مجموع        | مجموع               | ۲۰       | ۵        | ۵           | ۳۰    |
| بروزرسانی: ۸ خرداد ۱۴۰۴ |       |                       |              |                     |          |          |             |       |

### دروازه‌بانی
|                         |       |       |                   | لیگ برتر | لیگ برتر | لیگ برتر | لیگ نخبگان | لیگ نخبگان | لیگ نخبگان | جام حذفی | جام حذفی | جام حذفی | مجموع | مجموع | مجموع |
| رتبه                    | ش.    | م.    | نام               | ب.       | گ‌خ       | ک‌ش       | ب.         | گ‌خ         | ک‌ش         | ب.       | گ‌خ       | ک‌ش       | ب.    | گ‌خ    | ک‌ش    |
| ----------------------- | ----- | ----- | ----------------- | -------- | -------- | -------- | ---------- | ---------- | ---------- | -------- | -------- | -------- | ----- | ----- | ----- |
| ۱                       | ۱     | ایران | سید حسین حسینی    | ۲۷       | ۲۷       | ۸        | ۱۰         | ۱۲         | ۴          | ۵        | ۱        | ۴        | ۴۲    | ۴۰    | ۱۶    |
| ۲                       | ۱۲    | ایران | محمدرضا خالدآبادی | ۳        | ۶        | ۱        | ۰          | ۰          | ۰          | ۰        | ۰        | ۰        | ۳     | ۶     | ۱     |
| مجموع                   | مجموع | مجموع | مجموع             | ۳۰       | ۳۳       | ۹        | ۱۰         | ۱۲         | ۴          | ۵        | ۱        | ۴        | ۴۵    | ۴۶    | ۱۷    |
| بروزرسانی: ۸ خرداد ۱۴۰۴ |       |       |                   |          |          |          |            |            |            |          |          |          |       |       |       |

### کاپیتان
نکته: اعداد داخل پرانتز، تعداد کاپیتانی بعد از تعویض کاپیتان فیکس است.
| نام                     | لیگ برتر | جام حذفی | نخبگان آسیا | مجموع |
| ----------------------- | -------- | -------- | ----------- | ----- |
| حسین حسینی              | ۲۷       | ۵        | ۹           | ۴۱    |
| روزبه چشمی              | ۲        |          |             | ۲     |
| محمدحسین مرادمند        | ۱        |          |             | ۱     |
| رافائل سیلوا            |          |          | ۱           | ۱     |
| مجموع                   | ۳۰       | ۵        | ۱۰          | ۴۵    |
| بروزرسانی: ۸ خرداد ۱۴۰۴ |          |          |             |       |

### گل‌های لیگ برتر بر حسب شش بازه زمانی
| بازه زمانی     | گل زده | بازه زمانی     | گل خورده |
| -------------- | ------ | -------------- | -------- |
| ۱۵ دقیقه اول   | ۶      | ۱۵ دقیقه اول   | ۵        |
| ۱۵ دقیقه دوم   | ۳      | ۱۵ دقیقه دوم   | ۲        |
| ۱۵ دقیقه سوم   | ۲      | ۱۵ دقیقه سوم   | ۲        |
| اضافی نیمه اول | ۲      | اضافی نیمه اول | ۲        |
| جمع نیمه اول   | ۱۳     | جمع نیمه اول   | ۱۱       |
| ۱۵ دقیقه چهارم | ۷      | ۱۵ دقیقه چهارم | ۴        |
| ۱۵ دقیقه پنجم  | ۳      | ۱۵ دقیقه پنجم  | ۷        |
| ۱۵ دقیقه ششم   | ۳      | ۱۵ دقیقه ششم   | ۸        |
| اضافی نیمه دوم | ۴      | اضافی نیمه دوم | ۳        |
| جمع نیمه دوم   | ۱۷     | جمع نیمه دوم   | ۲۲       |

تاریخ به روز رسانی: ۲۵ اردیبهشت ۱۴۰۴
منبع :
IPLstats Goals for/against

## گزارش تصویری
| هفته | تاریخ بازی       | شهر              | لینک اول                                   | لینک دوم |
| ۱    | ۲۶ مرداد ۱۴۰۳    | قزوین، ایران     | گزارش تصویری استقلال ۲ - شمس آذر ۱         |          |
| ۲    | ۲ شهریور ۱۴۰۳    | قزوین، ایران     | گزارش تصویری استقلال ۲ - ملوان ۲           | لینک دوم |
| ۳    | ۸ شهریور ۱۴۰۳    | خوزستان، ایران   | گزارش تصویری استقلال ۰ - استقلال خوزستان ۱ | لینک دوم |
| ۴    | ۱۹ آبان ۱۴۰۳     | شهر قدس، تهران   | گزارش تصویری استقلال ۱ - مس رفسنجان ۰      |          |
| ۵    | ۳۰ شهریور ۱۴۰۳   | قائمشهر، ایران   | گزارش تصویری استقلال ۲ - نساجی ۲           | لینک دوم |
| ۶    | ۴ مهر ۱۴۰۳       | اراک، ایران      | گزارش تصویری استقلال ۰ - پرسپولیس ۱        | لینک دوم |
| ۷    | ۱۴ مهر ۱۴۰۳      | شهر قدس، تهران   | گزارش تصویری استقلال ۲ - هوادار ۱          | لینک دوم |
| ۸    | ۲۷ مهر ۱۴۰۳      | شهر قدس، تهران   | گزارش تصویری استقلال ۰ - ذوب آهن ۳         | لینک دوم |
| ۹    | ۵ آبان ۱۴۰۳      | خرم‌آباد، ایران   | گزارش تصویری استقلال ۱ - خیبر ۳            |          |
| ۱۰   | ۱۰ آبان ۱۴۰۳     | شهر قدس، تهران   | گزارش تصویری استقلال ۰ - تراکتور ۲         |          |
| ۱۱   | ۱۷ آذر ۱۴۰۳      | اهواز، ایران     | گزارش تصویری استقلال ۲ - فولاد ۰           |          |
| ۱۲   | ۲۶ آذر ۱۴۰۳      | شهر قدس، تهران   | گزارش تصویری استقلال ۰ - گل‌گهر ۰           | لینک دوم |
| ۱۳   | ۳۰ آذر ۱۴۰۳      | اراک، ایران      | گزارش تصویری استقلال ۱ - آلومینیوم ۱       | لینک دوم |
| ۱۴   | ۶ دی ۱۴۰۳        | یزد، ایران       | گزارش تصویری استقلال ۰ - چادرملو ۰         | لینک دوم |
| ۱۵   | ۱۳ دی ۱۴۰۳       | شهر قدس، تهران   | گزارش تصویری استقلال ۱ - سپاهان ۱          | لینک دوم |
| ۱۶   | ۱ بهمن ۱۴۰۳      | تهران، ایران     | گزارش تصویری استقلال ۰ - شمس آذر ۱         | لینک دوم |
| ۱۷   | ۶ بهمن ۱۴۰۳      | بندرانزلی، ایران | گزارش تصویری استقلال ۰ - ملوان ۰           |          |
| ۱۸   | ۱۱ بهمن ۱۴۰۳     | شهر قدس، تهران   | گزارش تصویری استقلال ۲ - استقلال خوزستان ۰ | لینک دوم |
| ۱۹   | ۱۹ بهمن ۱۴۰۳     | رفسنجان، ایران   | گزارش تصویری استقلال ۰ - مس رفسنجان ۰      | لینک دوم |
| ۲۰   | ۴ اسفند ۱۴۰۳     | تهران، ایران     | گزارش تصویری استقلال ۱ - نساجی ۰           | لینک دوم |
| ۲۱   | ۹ اسفند ۱۴۰۳     | تهران، ایران     | گزارش تصویری استقلال ۱ - پرسپولیس ۲        | لینک دوم |
| ۲۲   | ۱ اردیبهشت ۱۴۰۴  | تهران، ایران     | گزارش تصویری استقلال ۲ - هوادار ۲          | لینک دوم |
| ۲۳   | ۲۶ اسفند ۱۴۰۳    | اصفهان، ایران    | گزارش تصویری استقلال ۱ - ذوب آهن ۱         | لینک دوم |
| ۲۴   | ۹ فروردین ۱۴۰۴   | تهران، ایران     | گزارش تصویری استقلال ۱ - خیبر ۱            | لینک دوم |
| ۲۵   | ۱۵ فروردین ۱۴۰۴  | تبریز، ایران     | گزارش تصویری استقلال ۱ - تراکتور ۲         |          |
| ۲۶   | ۲۱ فروردین ۱۴۰۴  | تهران، ایران     | گزارش تصویری استقلال ۰ - فولاد ۱           | لینک دوم |
| ۲۷   | ۲۷ فروردین ۱۴۰۴  | سیرجان، ایران    | گزارش تصویری استقلال ۱ - گل‌گهر ۱           | لینک دوم |
| ۲۸   | ۱۲ اردیبهشت ۱۴۰۴ | تهران، ایران     | گزارش تصویری استقلال ۵ - آلومینیوم ۱       | لینک دوم |
| ۲۹   | ۱۸ اردیبهشت ۱۴۰۴ | تهران، ایران     | گزارش تصویری استقلال ۰ - چادرملو ۰         | لینک دوم |
| ۳۰   | ۲۵ اردیبهشت ۱۴۰۴ | اصفهان، ایران    | گزارش تصویری استقلال ۱ - سپاهان ۳          | لینک دوم |

| هفته                          | تاریخ بازی      | شهر            | لینک اول                            | لینک دوم |
| جام حذفی- دور یک‌شانزدهم نهایی | ۲۲ آذر ۱۴۰۳     | شهر قدس، تهران | گزارش تصویری استقلال ۱ - مس کرمان ۰ | لینک دوم |
| جام حذفی- دور یک‌هشتم نهایی    | ۲۵ بهمن ۱۴۰۳    | قزوین، ایران   | گزارش تصویری شمس آذر ۱ - استقلال ۲  | لینک دوم |
| جام حذفی- دور یک‌چهارم نهایی   | ۶ اردیبهشت ۱۴۰۴ | تهران، ایران   | گزارش تصویری استقلال ۱ - پیکان ۰    | لینک دوم |
| جام حذفی- دور نیمه‌نهایی       | ۳ خرداد ۱۴۰۴    | تهران، ایران   | گزارش تصویری استقلال ۲ - صنعت نفت ۰ | لینک دوم |
| جام حذفی- دور فینال           | ۸ خرداد ۱۴۰۴    | اراک، ایران    | گزارش تصویری استقلال ۱ - ملوان ۰    | لینک دوم |

| هفته                         | تاریخ بازی     | شهر            | لینک اول                            | لینک دوم |
| لیگ نخبگان آسیا-هفته ۱       | ۲۶ شهریور ۱۴۰۳ | شهر قدس، تهران | گزارش تصویری استقلال ۳ - الغرافه ۰  | لینک دوم |
| لیگ نخبگان آسیا-هفته ۲       | ۹ مهر ۱۴۰۳     | دوحه،قطر       | گزارش تصویری السد ۲ - استقلال ۰     | لینک دوم |
| لیگ نخبگان آسیا-هفته ۳       | ۱ آبان ۱۴۰۳    | دبی، امارات    | گزارش تصویری استقلال ۰ - النصر ۱    |          |
| لیگ نخبگان آسیا-هفته ۴       | ۱۴ آبان ۱۴۰۳   | ریاض، عربستان  | گزارش تصویری استقلال ۰ - الهلال ۳   | لینک دوم |
| لیگ نخبگان آسیا-هفته ۵       | ۵ آذر ۱۴۰۳     | دبی، امارات    | گزارش تصویری استقلال ۰ - پاختاکور ۰ | لینک دوم |
| لیگ نخبگان آسیا-هفته ۶       | ۱۲ آذر ۱۴۰۳    | مکه، عربستان   | گزارش تصویری استقلال ۲ - الاهلی ۲   | لینک دوم |
| لیگ نخبگان آسیا-هفته ۷       | ۱۵ بهمن ۱۴۰۳   | تهران، ایران   | گزارش تصویری استقلال ۱ - الشرطه ۱   | لینک دوم |
| لیگ نخبگان آسیا-هفته ۸       | ۳۰ بهمن ۱۴۰۳   | الریان، قطر    | گزارش تصویری استقلال ۲ - الریان ۰   | لینک دوم |
| لیگ نخبگان آسیا-یک‌هشتم نهایی | ۱۳ اسفند ۱۴۰۳  | تهران، ایران   | گزارش تصویری استقلال ۰ - النصر ۰    | لینک دوم |
| لیگ نخبگان آسیا-یک‌هشتم نهایی | ۲۰ اسفند ۱۴۰۳  | ریاض، عربستان  | گزارش تصویری استقلال ۰ - النصر ۳    |          |

## عملکرد

### جدول لیگ
| رتبه | تیم            | بازی | برد | مساوی | باخت | گل زده | گل خورده | گل تفاضل | امتیاز | صعود یا سقوط                            |
| ---- | -------------- | ---- | --- | ----- | ---- | ------ | -------- | -------- | ------ | --------------------------------------- |
| ۷    | ملوان          | ۳۰   | ۱۰  | ۹     | ۱۱   | ۳۳     | ۳۳       | ۰        | ۳۹     |                                         |
| ۸    | آلومینیوم اراک | ۳۰   | ۷   | ۱۴    | ۹    | ۳۰     | ۳۱       | ۱−       | ۳۵     |                                         |
| ۹    | استقلال        | ۳۰   | ۷   | ۱۳    | ۱۰   | ۳۰     | ۳۳       | ۳−       | ۳۴     | صعود به مرحله گروهی لیگ قهرمانان آسیا ۲ |
| ۱۰   | چادرملو        | ۳۰   | ۸   | ۱۰    | ۱۲   | ۲۲     | ۲۸       | ۶−       | ۳۴     |                                         |
| ۱۱   | خیبر           | ۳۰   | ۸   | ۹     | ۱۳   | ۲۴     | ۳۱       | ۷−       | ۳۳     |                                         |

1. ↑  با قهرمانی در جام حذفی به مرحله گروهی لیگ قهرمانان آسیا ۲ راه یافت.

### لیگ نخبگان آسیا

#### مرحله گروهی (منطقه غرب)
| رتبه | تیم      | بازی | برد | مساوی | باخت | گل زده | گل خورده | گل تفاضل | امتیاز | صلاحیت             |
| ---- | -------- | ---- | --- | ----- | ---- | ------ | -------- | -------- | ------ | ------------------ |
| ۱    | الهلال   | ۸    | ۷   | ۱     | ۰    | ۲۶     | ۷        | ۱۹+      | ۲۲     | صعود به مرحله حذفی |
| ۲    | الاهلی   | ۸    | ۷   | ۱     | ۰    | ۲۱     | ۸        | ۱۳+      | ۲۲     | صعود به مرحله حذفی |
| ۳    | النصر    | ۸    | ۵   | ۲     | ۱    | ۱۷     | ۶        | ۱۱+      | ۱۷     | صعود به مرحله حذفی |
| ۴    | السد     | ۸    | ۳   | ۳     | ۲    | ۱۰     | ۹        | ۱+       | ۱۲     | صعود به مرحله حذفی |
| ۵    | الوصل    | ۸    | ۳   | ۲     | ۳    | ۸      | ۱۲       | ۴−       | ۱۱     | صعود به مرحله حذفی |
| ۶    | استقلال  | ۸    | ۲   | ۳     | ۳    | ۸      | ۹        | ۱−       | ۹      | صعود به مرحله حذفی |
| ۷    | الریان   | ۸    | ۲   | ۲     | ۴    | ۸      | ۱۲       | ۴−       | ۸      | صعود به مرحله حذفی |
| ۸    | پاختاکور | ۸    | ۱   | ۴     | ۳    | ۴      | ۶        | ۲−       | ۷      | صعود به مرحله حذفی |
| ۹    | پرسپولیس | ۸    | ۱   | ۴     | ۳    | ۶      | ۱۰       | ۴−       | ۷      |                    |
| ۱۰   | الغرافه  | ۸    | ۲   | ۱     | ۵    | ۱۰     | ۱۸       | ۸−       | ۷      |                    |
| ۱۱   | الشرطه   | ۸    | ۱   | ۳     | ۴    | ۷      | ۱۷       | ۱۰−      | ۶      |                    |
| ۱۲   | العین    | ۸    | ۰   | ۲     | ۶    | ۱۱     | ۲۲       | ۱۱−      | ۲      |                    |